# 都跡村
都跡村（みあとむら）は奈良県北西部、生駒郡に属していた村。現在の奈良市尼辻・西ノ京の一帯。奈良時代に都が置かれた平城京の一角だったことから名付けられた。

## 歴史
- 1889年（明治22年）4月1日 - 町村制の施行により、添下郡のうち佐紀村・ 尼ヶ辻村・ 北新村・ 横領村・ 南新村・ 五条村・ 六条村・ 砂村・七条村が合併し都跡村が成立。
- 1897年（明治30年）4月1日 - 所属郡を生駒郡に変更。
- 1940年（昭和15年）11月3日 - 奈良市へ編入され消滅。